# Tadeusz Ostrowski (lekarz)
Tadeusz Ostrowski (ur. 8 lipca 1881 w Wiedniu, zm. 3/4 lipca 1941 we Lwowie) – podpułkownik lekarz Wojska Polskiego, chirurg, taternik.

## Życiorys
Urodził się w rodzinie Antoniego, dentysty, i Elżbiety z Maulerów de Elisenau. Ukończył gimnazjum w Warszawie, następnie w 1905 Wydział Lekarski Cesarskiego Uniwersytetu Warszawskiego. W 1906 uzyskał dyplom ze szczególną pochwałą (cum eximia laude) na uniwersytecie w Kazaniu. Studia specjalistyczne odbył w Berlinie i Monachium. Członek-założyciel Związku Strzeleckiego we Lwowie.
Od 1914 służył w Legionach Polskich, następnie w wojsku austriackim. Od 1 listopada 1918 do 31 grudnia 1920 w Wojsku Polskim. Jako prymariusz oddziału chirurgicznego dla dzieci Państwowego Szpitala Powszechnego we Lwowie pracował podczas obrony Lwowa w trakcie trwającej wojny polsko-ukraińskiej. W 1934, jako oficer pospolitego ruszenia pozostawał w ewidencji Powiatowej Komendy Uzupełnień Lwów Miasto. Posiadał wówczas przydział do Kadry Zapasowej 6 Szpitala Okręgowego.
Od 1909 był asystentem, później następcą Ludwika Rydygiera, docentem (od 1917), profesorem (od 1923), profesorem nadzwyczajnym (od 1934) na katedrze chirurgii Wydziału Lekarskiego Uniwersytetu Jana Kazimierza we Lwowie, kierownikiem Kliniki Chirurgicznej UJK (od 1932), dziekanem Wydziału Lekarskiego UJK w latach 1937/1938. Prezes Towarzystwa Chirurgów Polskich, prezes lwowskiego Towarzystwa Lekarskiego, członek Międzynarodowego Towarzystwa Chirurgicznego oraz Międzynarodowego Komitetu i Międzynarodowego Towarzystwa Urologicznego.
Wprowadzał i upowszechniał pionierskie w Polsce metody chirurgicznego leczenia raka sutka, gruźlicy gruczołu sutkowego, stosowania operacji Thalmy w marskości wątroby, leczenia raka krtani, nerki wędrującej, chorób pęcherzyka żółciowego i dróg żółciowych. Pierwszy w Polsce (wraz z W. Brossem) wykonał lobektomię. Ogłosił ponad 40 prac z dziedziny chirurgii w prasie polskiej, niemieckiej i francuskiej.
W okresie sowieckiej okupacji Lwowa nadal prowadził działalność naukową jako kierownik radzieckiej Kliniki Chirurgicznej w Lwowskim Instytucie Medycznym. W sierpniu 1940 był gościem Wszechzwiązkowego Komitetu ds. Nauki ZSRR w Moskwie. Zamordowany przez Niemców na Wzgórzach Wuleckich w nocy z 3 na 4 lipca 1941 wraz z żoną, Jadwigą Ostrowską z domu Szczuką (ur. 1882), przyjaciółmi (chirurgiem Stanisławem Ruffem z żoną i synem) i domownikami podczas mordu profesorów lwowskich.
Profesor Ostrowski słynął ze swojego umiłowania do kolekcjonowania dzieł sztuki. To bezpośrednio przyczyniło się prawdopodobnie do tego, że wraz z nim zostali aresztowani wszyscy domownicy. Pozwoliło to nazistom na dokonanie całkowitego rabunku zgromadzonych przez profesora cennych eksponatów. Wśród nich były osobiste eksponaty Ostrowskiego w postaci mebli, dywanów, obrazów (w tym 30 przeznaczonych do zamku w Krakowie), biżuterii. Z domu profesora zostało zrabowane także eksponaty zdeponowane tutaj przez osoby zaprzyjaźnione, np. obrazy należące do wdowy po prof. Łukasiewiczu, srebra hr. Badeni, czy klejnoty Marii z Jabłonowskiej hr. Badeniowej. W roku 1943 wszystkie te zbiory zostały zrabowane i prawdopodobnie wywiezione do Holandii przez funkcjonariusza SD oraz przez kolekcjonera i jednocześnie niemieckiego kolaboranta Pietera Mentena.

## Taternictwo
Był taternikiem (do 1909 r.) i alpinistą, jednym z pionierów taternictwa bez przewodnika. Niektóre jego osiągnięcia:
- pierwsze wejście na Rogatą Turnię, dalej przejście na Staroleśny Szczyt i zejście jego północną ścianą – z Władysławem Lustgartenem i Czesławem Neufeldem (1903),
- pierwsze wejście na Gąsienicową Przełączkę,
- przejście granią ze Żłobistego Szczytu na Ganek,
- zejście północną ścianą z Krywania,
- pierwsze przejście części wschodniej grani Gąsienicowej Turni,
- wejście południową ścianą na Ostry Szczyt.

W latach 1906–1910 czterokrotnie był w Alpach wraz z wycieczkami z Akademickiego Klubu Turystycznego. Wszedł m.in. na Großglockner, Marmoladę, Jungfrau, Kleine Zinne, Monte Rosa i Breithorn, a w 1910 r. wraz z Janem Jaroszyńskim, Wacławem Kręckim i Antonim Ojrzyńskim dokonał pierwszego polskiego trawersu masywu Mont Blanc.
Uczestniczył w pracach Sekcji Turystycznej Towarzystwa Tatrzańskiego, w 1908 r. był sekretarzem jej zarządu.

## Ordery i odznaczenia
- Krzyż Komandorski Orderu Odrodzenia Polski (10 listopada 1938)[8]
- Medal Niepodległości (4 listopada 1933)[9][1]
- Medal Pamiątkowy za Wojnę 1918–1921[2]
- Medal Dziesięciolecia Odzyskanej Niepodległości[2]
- Brązowy Medal za Długoletnią Służbę[2]
- Odznaka Honorowa Polskiego Czerwonego Krzyża III stopnia[2]